# Leucocosmia squamata
Leucocosmia squamata là một loài bướm đêm trong họ Noctuidae.